# Alpbach
Alpbach è un comune austriaco di 2 561 abitanti nel distretto di Kufstein, in Tirolo. Alpbach si trova a 975 metri sul fondo di una lunga valle con lo stesso nome, dominato dalla montagna Gratlspitz di 1.899 metri.

## Storia
A causa dell'isolamento avuto fino al 1926, anno in cui fu aperta la strada carrozzabile dalla valle dell'Inn per la valle di Alpbach, si è mantenuta una cultura architettonica e abitativa propria. Tale particolarità è stata rafforzata con un regolamento edilizio del 1953, il quale impone che le costruzioni siano tutte il linea con lo stile architettonico tipico del villaggio, che fa ampio uso del legno.

## Monumenti e luoghi d'interesse

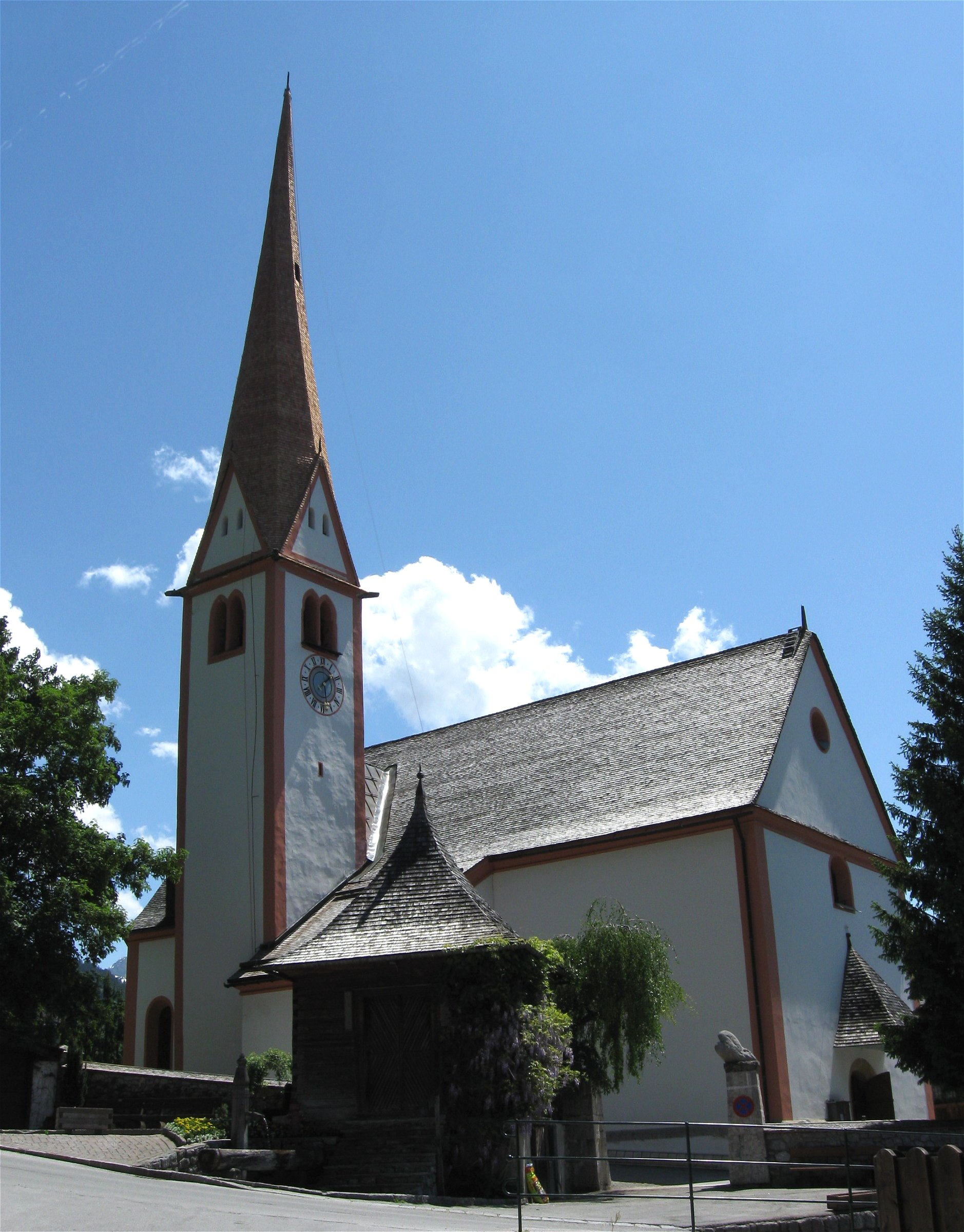
La chiesa parrocchiale di Sant'Osvaldo

Oltre alle attrazioni naturali e paesaggistiche sia estive sia invernali, è degna di nota la chiesa parrocchiale con torre campanaria del 1440 e navata unica del 1754, dedicata a sant'Osvaldo di Northumbria, re di Northumbria in Inghilterra. Nel cimitero circostante la chiesa, accanto al muro perimetrale sul lato sinistro rispetto all'ingresso principale, è sepolto il premio Nobel per la fisica Erwin Schrödinger; sulla tomba si legge la celebre equazione di Schrödinger.
Dal punti di vista architettonico è interessante, per il suo armonico inserimento nell'ambiente, il moderno centro congressi, inaugurato nel 1999, che ospita l'annuale Forum europeo di Alpbach. Il cuore dell'edificio è costituito da una spirale in vetro e da una ampia vetrata, mentre il resto dell'edificio è interrato nel declivio montano.